# Villa Savorgnan (Sequals)
Die Villa Savorgnan ist ein Landhaus aus dem 16. Jahrhundert in Lestans, einem Ortsteil von Sequals in der italienischen Region Friaul-Julisch Venetien. Es liegt an der Piazza 1° Maggio und war Sommerresidenz und Gerichtssitz des Lehens der Grafen Savorgnan in Lestans, von denen ein Zweig Teil der bekannten Familie Foscarini in Venedig und der Zanuttos in Prata di Pordenone war. Das Lehen gehörte den Savorgnans von 1511 bis zur Zeit Napoleons.

## Beschreibung
Die Hauptfassade hat ein vorspringendes und erhöhtes Joch in Mitte. Die Ecken sind aus Stein geformt und das Gebäude ist von einem Giebel gekrönt, der in der Mitte eine kleine Fensterrose zeigt. Ein Dreifachfenster und einen Balkon befinden sich im ersten Obergeschoss, ein Doppelfenster im zweiten. Im Erdgeschoss gibt es ein einfaches Bogenportal mit steinernem Rahmen, das von zwei Fenstern flankiert ist.

### Archäologische Sammlung
Seit 1991 beherbergt die Villa auf Betreiben der Gemeinde Sequals eine archäologische Sammlung mit Objekten, die in der Gegend zwischen der Meduna und dem Tagliamento (auf dem Gebiet der Gemeinden Sequals, Meduno, Travesio und Pinzano al Tagliamento) im Zuge der archäologischen Untersuchungen und der Grabungen, die von der Soprintendenza ai Beni Archeologici del Friuli Venezia Giulia autorisiert und koordiniert wurden, gefunden wurden. Die Objekte der Sammlung sind chronologisch von der Urgeschichte bis zum Mittelalter geordnet.
Die Sammlung zeigt:
- Steinartefakte, die den Neandertalern zugeschrieben werden (Palude di Sequals), aus der Mittelsteinzeit (Prà Feletta und Casera Valinis von Meduno, Borgo Ampiano von Pinzano al Tagliamento, Monte Ciaurleç), aus der Jungsteinzeit und der Kupfersteinzeit (Palude di Sequals, Borgo Ampiano, Anarêt di Valeriano von Pinzano al Tagliamento und andere Fundstätten);
- Fundstücke aus altrömischer Zeit von verschiedenen Fundstätten in der Gegend und Grabgut aus den Nekropolen von Lestans und Borgo Ampiano aus der Kaiserzeit;
- Kopien zweier Matrizen hochmittelalterlicher Goldschmiedekunst (aus der Zeit der Langobarden und Karolinger) aus Cividale del Friuli, deren Originale sich im Museo Archeologico Nazionale di Cividale del Friuli befinden;
- mittelalterliche Objekte und solche aus der Renaissance aus den Burgen von Toppo und Spilimbergo, sowie eine kleine Sammlung von Keramiken aus der Renaissance, die bei einer Grabung in Crûz di Castelnovo gefunden wurden.

Die archäologische Sammlung im Landhaus ist Teil des Museumsnetzes „Lis Aganis“ der regionalen Museen der Friauler Dolomiten.